# Enemigo del pueblo

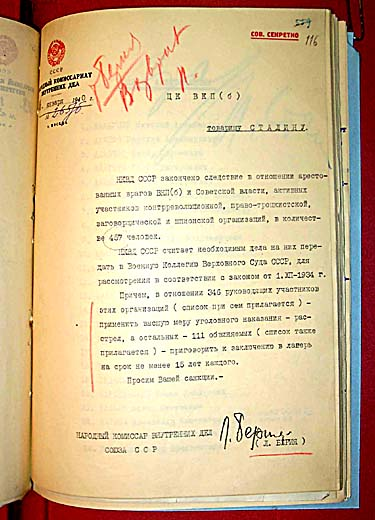
Petición de Beria a Stalin para aprobar los fusilamientos de 346 "enemigos del PCUS y del régimen soviético, participantes en la contrarrevolución, derechistas, colaboracionistas y miembros del espionaje extranjero.”.

Enemigo del pueblo es un término que se empezó a utilizar en la Revolución francesa para designar a los enemigos del régimen y para la sustentación del terror. El origen del término está en la legislación romana, con el concepto de "hostis publicæ", literalmente "enemigo público", acusación contemplada en la ley para castigar la destrucción violenta, equiparándola al soldado enemigo que lucha contra la república con las armas en la mano. Con la misma intención fue utilizado en la revolución francesa, y en las purgas estalinistas. 
La necesidad de intensificar la lucha contra los "enemigos del pueblo" fue una de las bases de la tesis de Stalin, en la que esta era parte de la lucha de clases en su camino de construcción del comunismo. Las clases "enemigas" eran: contrarrevolucionarios, "diversionistas", espías, saboteadores, médicos asesinos, etc., recogidos en el Artículo 58 del código criminal de la RSFS de Rusia, con análogos artículos en los códigos criminales de las otras repúblicas de la unión.

## Los enemigos del pueblo en la Unión Soviética
La frase "enemigo del pueblo" fue utilizada por primera vez en la práctica revolucionaria en agosto de 1917 en los panfletos del Comité Popular en su lucha contra la contrarrevolución. Como "enemigo del pueblo" fue calificado el general amotinado Lavr Kornílov.
El 28 de noviembre de 1917 la frase "enemigos del pueblo" fue usada por Lenin en una sesión del Sovnarkom en su proposición para el arresto de los «más prominentes miembros de los Comités Centrales de los partidos enemigos del pueblo, y su juicio legal en un tribunal revolucionario». Como partidos enemigos del pueblo se entendía a los kadetes, que organizaron manifestaciones antigubernamentales. Esta medida fue apoyada por todos los presentes, incluyendo a Trotski, Pēteris Stučka, Grigori Petrovski, Viacheslav Menzhinski, Nikolái Glebov-Avílov, Piotr Krásikov y Vladímir Bonch-Bruiévich. El único voto en contra fue Stalin, que consideró la propuesta demasiado rígida. 
Pese a la "blandura" inicial con que se trató a los "enemigos del pueblo", Stalin utilizó activamente esa etiqueta para justificar la represión.
Las categorías de "enemigo del pueblo" fueron determinadas por la práctica bajo la dirección de Stalin. La clasificación básica en la lucha contra los enemigos del pueblo fue:
- El Terror Rojo, que se inició en 1918, después del motín del Partido Social-Revolucionario de Izquierda y los atentados contra líderes bolcheviques, incluido Lenin. Fueron fusilados ciudadanos sospechosos de pertenecer a organizaciones blancas. Con frecuencia se fusiló a antiguos propietarios y clases sociales "enemigas".
- Deskulakización. La lucha contra los campesinos prósperos se inició en 1918, aunque la política de apropiación por parte del sistema del excedente de producción fue suspendida, la sistemática dekulakización se produjo en el periodo de la colectivización forzosa. Durante ese periodo ocurrió el caso de Pávlik Morózov. Por la orden de 7 de agosto de 1932, la resistencia a incorporarse a los Koljós entró en la calificación de "enemigos del pueblo".
- La lucha contra la religión y la iglesia. La propiedad de las iglesia se confiscó por decisión gubernamental. Quienes se oponían, eran fusilados. Lenin escribió que apoyaba la medida: «El gran número de representantes del clero y la burguesía reaaccionaria se merecen ser fusilados, es lo mejor».
- Purgas del PCUS.
- Consecuencia del asesinado de Serguéi Kírov. Kírov fue asesinado el 1 de diciembre de 1934 en Leningrado. Los procesos fueron simplificados después de su asesinato: las penas de muerte debían ser ejecutadas en 24 horas.
- La yezhóvschina (1936-1938). Los trotskistas y los derechistas desviacionistas fueron aniquilados. En 1937 se ejecutó a alrededor de 800.000 personas. Para acelerar los procesos, se creó la Troika del NKVD. Los fusilamientos fueron llevados a cabo según los "cupos" asignados localmente. Las organizaciones del partido con frecuencia sobrepasaban el cupo. A pesar de los esfuerzos, la actividad represora fue insatisfactoria, y sus dirigentes fueron detenidos en 1939 y fusilados en 1940 por contrarrevolucionarios y espías.

La sustentación ideológica de Stalin fue que la lucha de clases contra los enemigos del pueblo se incrementó de forma proporcional con el avance del país hacia el socialismo. Stalin manifestó su especial preocupación para que los enemigos sean descubiertos y destruidos. Después de conocer el incendio de un complejo maderero en Kansk en 1937, envió al comité territorial de Krasnoyarsk un telegrama:

«El incendio del complejo maderero, probablemente fue organizado por los enemigos. Tomen medidas para descubrir a los incendiarios. Los culpables deben ser juzgados rápidamente. La sentencia - fusilamiento. El fusilamiento debe ser publicado en la prensa local.»

Se utilizó la tortura para descubrir a los enemigos. Stalin recomendó:

«métodos de acción física ... como excepción, a los evidentes enemigos y para desarmarlos, es completamente correcto y un método experimentado.»

En el proceso de destrucción de los "enemigos del pueblo", aparecieron los héroes-desenmascaradores. Stalin personalmente felicitó en el pleno de febrero-marzo de 1937 a la doctoranda Nikoláenko, después de llamarla "pequeña persona", que sabe cómo "desenmascarar enemigos". La inspirada de esta manera Nikoláenko encerró con llave a un viejo bolchevique, llamó al NKVD y dijo: «En mi oficina hay un enemigo del pueblo, envíen a gente para detenerlo». Con las recomendaciones de Stalin, Nikoláenko fue con Nikita Jrushchov a Ucrania para ayudar en la lucha contra los enemigos del pueblo.  Pronto envió a Stalin la denuncia en la que afirma que Jrushchov es un «irreductible trotskista». Jrushchov a su vez escribió explicando la situación con la «campeona de la revolución, la campeona de los enemigos del pueblo»:

«[...] considera a todos los ucranianos nacionalistas, todos ante sus ojos fueron petluristas, enemigos del pueblo, y todos deben ser detenidos. ....escribió una denuncia, en la que me acusa a mí, que protejo a los enemigos del pueblo y a los nacionalistas ucranianos. .... a la novia por buscar marido - esto es muy peligroso, porque su marido deberá estar preparado para el hecho que después de un tiempo estará en prisión, ya que es el irremediable destino.»

La práctica de "destruir a los enemigos del pueblo" en la época de las represiones de Stalin, Nikita Jrushchov lo caracteriza así:

«Algunas personas solo eran unos charlatanes, que se autoseleccionaban como descubridores profesionales de enemigos del pueblo. Aterrorizaban a todos, sin ambages declaraban a los ojos: "Aquí está el enemigo del pueblo". Esta acusación lo respaldaba, atraía la atención, los órganos del NKVD empezaban a investigar. La consecuencia era que, claro, llevado secretamente, el hombre puesto en manos del servicio secreto, y éste probaba entonces que era realmente un "enemigo del pueblo".»

### Beria, enemigo del pueblo
Irónicamente, el gran destructor de enemigos del pueblo fue Lavrenti Beria. De acuerdo con la versión oficial, fue detenido en una sesión en una reunión del Presidium del Comité Central del Partido Comunista de la Unión Soviética el 26 de junio de 1953. Se convocó urgentemente un pleno para expulsar a Beria del Comité Central del PCUS, así como expulsarlo del partido con la acusación de "enemigo del Partido Comunista y del Pueblo Soviético". Sin embargo, en la versión oficial, el 23 de diciembre de 1953 fue sentenciado por la Vista Judicial Especial del Tribunal Supremo de la URSS a la pena capital, y el mismo día fue fusilado.
Irónicamente, tras el arresto del exjefe del NKVD, la revista americana Time, el 30 de julio de 1953 colocó una foto de Beria en su portada con el comentario: "Lavrenti Beria; un enemigo del pueblo".

### Críticas durante la desestalinización
Nikita Jrushchov en su discurso secreto en el XX Congreso del PCUS sobre el "culto a la personalidad y sus consecuencias", dijo:

«Stalin introdujo el concepto de "enemigo del pueblo". Este término liberó de la necesidad de cualquier prueba de injusticia ideológica de la persona o pueblo, llevando a la siguiente controversia: dio la posibilidad que cualquiera que no sea agradable a Stalin, que sea solo sospechoso de intenciones hostiles, cualquiera que hubiese sido difamado, ser objeto de la más severa represión, con la ruptura de cualquier garantía de legalidad revolucionaria. Este concepto de "enemigo de pueblo" actualmente debe ser eliminado, eliminar la posibilidad de que cualquier lucha ideológica o expresión de una opinión de uno u otro tenga en la práctica un valor de prueba. (...)

Uno debería decir eso de las acciones de la gente, que en su momento pueda hablar contra la línea del partido, que frecuentemente no había suficientes buenas razones para destruirlo físicamente. Para la sustanciación de la destrucción física de tales personas, fue introducida la fórmula de "enemigo del pueblo".»